# Picknick (musikalbum)
Picknick är ett studioalbum från 1972 av den svenska popgruppen Family Four, med gruppens mest framgångsrika konstellation: Berndt Öst (som även producerade och arrangerade), Marie Bergman, Agnetha Munther och Pierre Isacsson.
Skivan utgavs på Metronome. Den har aldrig släppts som CD. Hälften av låtarna finns dock på samlings-CD:n Family Four: Guldkorn.

## Spår
1. Ta aldrig friheten ifrån mig (Don't Ever Take Away My Freedom) (Peter Yarrow, Hawkey Franzén)
2. En häst utan namn (A Horse With No Name) (Dewey Bunnell, Beppe Wolgers)
3. Mannen i roddbåten (The Man in a Rowboat) (Paul Evans, Kerstin Lindén)
4. Runt, runt, runt i ett ekorrhjul (The Circle Game) (Joni Mitchell, Beppe Wolgers)
5. Nu ska jag tala om (I'm Gonna Tell on You) (Jerry Jeff Walker, Britt Lindeborg)
6. Vårt svenska Eldorado (Torgny Söderberg, Annmarie Mörk)
7. Jag undrar när solen går ner (For Baby) (H.J. Deutchendorf Jr, Marie Bergman)
8. Tidig sommarmorgon (Chelsea Morning) (Joni Mitchell, Bo Rehnberg)
9. Man får bocka och tacka (Kiss the World Goodbye) (Kris Kristofferson, Svante Foerster)
10. Mr. Bojangles (Mr. Bojangles) (Jerry Jeff Walker, Owe Junsjö)
11. Tänk om världen var min ändå (Marie Bergman, Britt Lindeborg)
12. En dag i sänder (Old, Old Woodstock) (Van Morrison, Owe Junsjö)